# Adoretus laticeps
Adoretus laticeps är en skalbaggsart som beskrevs av Fahraeus 1857. Adoretus laticeps ingår i släktet Adoretus och familjen Rutelidae. Inga underarter finns listade i Catalogue of Life.